# Antoni Rudnicki
Antoni Rudnicki (ur. 4 maja 1891 w Częstochowie, zm. 1964) – podpułkownik żandarmerii Wojska Polskiego.

## Życiorys
Antoni Rudnicki urodził się 4 maja 1891 roku w Częstochowie, w rodzinie Adolfa i Marii. W 1905 roku uczestniczył w strajku szkolnym za co został relegowany z gimnazjum. W latach 1907–1909 pracował w Fabryce „Częstochowianka”. W latach 1911–1912 ukończył, jako ekstern gimnazjum w rodzinnym mieście.
W okresie od 1 września 1917 roku do 24 stycznia 1918 roku był uczniem klasy „A” Szkoły Podchorążych w Ostrowi Mazowieckiej (od 29 września do 3 listopada 1917 roku w Zegrzu). Po ukończeniu szkoły pełnił służbę w 2 pułku piechoty Polskiej Siły Zbrojnej na stanowisku młodszego oficera 1 kompanii.
Od 1 czerwca 1921 roku, w stopniu rotmistrza, pełnił służbę w 1 dywizjonie żandarmerii. 3 maja 1922 roku został zweryfikowany w stopniu kapitana ze starszeństwem z dniem 1 czerwca 1919 roku i 65. lokatą w korpusie oficerów żandarmerii. 21 grudnia 1923 roku został przeniesiony z korpusu oficerów żandarmerii (3 dywizjon żandarmerii) do korpusu oficerów piechoty ze starszeństwem z dniem 1 czerwca 1919 roku i 1595.1 lokatą z równoczesnym wcieleniem do 30 pułku Strzelców Kaniowskich w Skierniewicach (od 11 lipca 1924 roku w Warszawie).
27 stycznia 1925 roku został przeniesiony z korpusu oficerów piechoty do korpusu oficerów żandarmerii z równoczesnym wcieleniem do 1 dywizjonu żandarmerii w stopniu kapitana ze starszeństwem z dniem 1 czerwca 1919 roku i 66,1. lokatą. W dywizjonie zajmował kolejno stanowiska: oficera do zleceń, adiutanta i od 1 stycznia 1926 roku dowódcy Plutonu Żandarmerii Warszawa I.
12 kwietnia 1927 roku awansował na majora ze starszeństwem z dniem 1 stycznia 1927 roku i 8. lokatą w korpusie oficerów żandarmerii. 25 czerwca 1927 roku otrzymał przeniesienie do kadry oficerów żandarmerii z równoczesnym przeniesieniem do Korpusu Ochrony Pogranicza na stanowisko zastępcy dowódcy dywizjonu żandarmerii KOP w Warszawie. 23 marca 1932 roku został przeniesiony z Korpusu Ochrony Pogranicza do 4 dywizjonu żandarmerii w Łodzi na stanowisko dowódcy dywizjonu.  Na podpułkownika został awansowany ze starszeństwem z dniem 19 marca 1937 roku i 1. lokatą w korpusie oficerów żandarmerii. 30 sierpnia 1939 roku został wyznaczony na stanowisko dowódcy żandarmerii Grupy Operacyjnej „Piotrków”, a następnie dowódcy żandarmerii obrony Modlina.

## Ordery i odznaczenia
- Złoty Krzyż Zasługi (7 listopada 1928)[14][15]
- Medal Niepodległości (23 grudnia 1933)[16][17]
- Krzyż Oficerski Orderu Korony Rumunii (Rumunia)